# Bengtsfors (comune)
Bengtsfors è un comune svedese di 9 767 abitanti, situato nella contea di Västra Götaland. Il suo capoluogo è la cittadina omonima.

## Località
Nel territorio comunale sono comprese le seguenti aree urbane (tätort):
- Bengtsfors
- Billingsfors
- Bäckefors
- Dals Långed
- Gustavsfors
- Skåpafors

## Amministrazione

### Gemellaggi
- Kuldiga